# Zierliche Weichhaarratte
Die Zierliche Weichhaarratte (Montemys delectorum) ist ein im östlichen Afrika verbreitetes Nagetier. Das Typusexemplar stammt aus dem Hochland Mulanje im südöstlichen Malawi. Drei zwischen 1912 und 1940 beschriebene Taxa weisen keine genetischen Unterschiede zu dieser Art auf und werden als Synonyme eingefügt.

## Merkmale
Erwachsene Exemplare sind ohne Schwanz 90 bis 120 mm lang, die Schwanzlänge liegt bei 110 bis 142 mm und das Gewicht variiert zwischen 20 und 38 g. Damit zählt die Art zu den kleineren Gattungsvertretern. Sie hat 21 bis 26 mm lange Hinterfüße und 18 bis 25 mm lange Ohren. Das dunkelbraune Fell des Rückens wird zu den Seiten hin heller und Kehle, Brust sowie Bauch sind mit weißgrauem Fell bedeckt. Kennzeichnend ist ein Kopf mit spitzer Schnauze, langen schwarzen Vibrissen und großen Augen. Die abgerundeten Ohren können nach vorn oder nach oben gerichtet werden. Auf den schmalen Pfoten kommen wenige weißliche Haare vor. Die Zierliche Weichhaarratte hat vier Finger an jeder vorderen Pfote und fünf Zehen an den Füßen, wobei der erste klein ist. Die acht Zitzen der Weibchen sind paarig angeordnet. Es ist ein diploider Chromosomensatz mit 48 Chromosomen (2n=48) vorhanden.

## Verbreitung und Lebensweise
Dieses Nagetier bewohnt verschiedene Bergländer im Süden Kenias, in Tansania, im Osten von Sambia, in Malawi und im nördlichen Mosambik. Die Populationen sind zwischen 1000 und 2200 Meter Höhe zu finden. Die Zierliche Weichhaarratte hält sich in Wäldern auf, die teilweise bewirtschaftet sein können.
Die Individuen legen zwischen Wurzeln und unter Holzklötzen unterirdische Baue an. Sie sind nachtaktiv und bewegen sich auf dem Grund oder klettern im Bewuchs. Zur Nahrung zählen verschiedene Pflanzenteile und Insekten. Aus der späteren Trockenperiode und der frühen Regenzeit sind trächtige Weibchen bekannt. Ein Wurf enthält zwei bis sechs Neugeborene.

## Systematik
Die Zierliche Weichhaarratte wurde 1910 durch den britischen Säugetierkundler Thomas unter der Bezeichnung Epimys delectorum erstmals wissenschaftlich beschrieben. 1926 wurde die Nagetierart durch Thomas in die Gattung der Afrikanischen Weichratten (Praomys) verschoben. Diese erwies sich jedoch als eine nicht monophyletische Gattung und im Jahr 2021 wurde für die Zierliche Weichhaarratte die monotypische Gattung Montemys eingeführt. Die Zierliche Weichhaarratte ist die Schwesterart der Serengeti-Zwergmaus (Serengetimys pernanus).

## Gefährdung
Von einigen Wäldern sind nur noch Restflächen vorhanden, die durch Umwandlung in Ackerland bedroht sind. In geeigneten Habitaten kommt die Art häufig vor. Sie wird von der IUCN als nicht gefährdet (least concern) gelistet.